# Flug der Dämonen
Flug Der Dämonen (Vol des démons en français) à Heide Park (Soltau, Allemagne) est un parcours de montagnes russes Wing Rider en acier de Bolliger & Mabillard, ouvert le 29 mars 2014. 
Le parcours de 772 mètres atteint une hauteur de 40 mètres et une chute de 39 mètres, à partir de laquelle les trains accélèrent à une vitesse de pointe de 100 km/h, et à cinq inversions. L'investissement s'élève à 15 millions d'euros.
Il s'agit des premières montagnes russes Wing Rider d'Allemagne. Il en existe seulement une quinzaine de ce type dans le monde.

## Histoire

### Construction et premiers essais
Les premières indications d'une nouvelle montagne russe sont confirmées lors de la fermeture de l'attraction Wildwasserbahn II le 1er septembre 2011 après 21 ans d'exploitation. Cette fermeture se concrétise par l'installation d'un panneau qui indique qu'une nouvelle attraction prendra sa place à partir de la saison 2014. Pour l'embellissement thématique de la clôture du site, plusieurs street artistes sont sollicités en mars 2012. Les quatre artistes participants sont : Marko Engelmann, Nikolai Proskurin, Marek Ruhanen et Chris Schumann.
La précédente attraction est démantelée à partir de 2012 le coulage des fondations de la nouvelle commence en mai 2013. Le bâtiment de la gare est érigé en juin 2013 et la construction du tapis roulant et du frein final débute en août 2013.
Le 18 septembre 2013, la dernière section de rail est installée sur l'Immelmann et le chemin de fer est raccordé après huit semaines de construction. Les 10 et 24 octobre, les deux trains sont livrés au parc. Le 19 octobre, le public est informé pour la première fois du thème de l'attraction lors d'un petit spectacle scénique organisé par le parc lors des soirées d'Halloween. Le thème des montagnes russes portera sur les démons.
Les essais débutent en novembre. Du 18 au 21 novembre, la première inspection du TÜV a lieu dans le parc afin que les tests puissent se poursuivre. Le 8 janvier 2014, le nom des montagnes russes est annoncé dans un communiqué de presse.

### Marketing et ouverture
En mars 2014, un concept de marketing similaire promeut les montagnes russes comme The Smiler dans le parc jumeau d'Alton Towers. Le logo de l'attraction est projeté sur les façades de différentes curiosités à Hanovre (Opéra) et Hambourg (Philharmonie de l'Elbe). Le 15 mars, une flash mob a lieu à la gare centrale de Hambourg.
Un événement de pré-ouverture est organisé le 20 mars 2014. Sont invités des représentants de la presse et des personnalités des médias telles que Manuel Cortez, Lukas Bauer, Melanie Müller, Claudia Effenberg et Christian Tews.
Flug Der Dämonen ouvre officiellement le samedi 29 mars 2014.

## Thème et scénario

### Dive Drop
Flug Der Dämonen se trouve dans la zone « Transylvanie » de Heide Park qui comprend également les montagnes russes Limit, la tour de chute libre Scream, la tour pour enfants Screamie et la piste de bobsleigh, ainsi que divers boutiques et restaurants, axés sur le thème de l'horreur.
Flug Der Dämonen lui-même est censé raconter l'histoire d'un village où des démons ont été appelés par les villageois. Ils ont besoin d'énergie, qu'ils peuvent recevoir en sacrifiant l'âme des visiteurs du parc.
Comme la piste a été construite dans la zone de la montagne entre la piste de bobsleigh et Big Loop, qui a été remplie dans les années 1990 pour la piste de Wildwasserbahn, il y a, contrairement aux attractions du reste du parc, une interaction du terrain de l'ensemble du site.[pas clair]
Le début de la file d'attente, qui borde un petit parvis où un banc d'essai est également installé, se trouve près de l'entrée de la zone thématique, si l'on vient de la direction des pirates de la Baie du Crâne. Il passe d'abord par le sud des deux tunnels de file d'attente de l'ancien parcours Wildwasserbahn, qui sont conçus comme des chemins miniers, celui du nord servant encore de sortie de secours, jusqu'à la vallée intérieure du complexe, où le dernier départ du parcours en eau vive pouvait être trouvé plus tôt. Dans plusieurs champs en zigzag sans autres éléments thématiques, dans lesquels une petite buvette est intégrée, la file d'attente autour de l'élément des nœuds démoniaques mène à proximité du bâtiment de la gare. Là, il se divise en deux files d'attente distinctes, représentant chaque côté du train. Les voyageurs peuvent ainsi choisir le côté du train dans lequel ils veulent s'asseoir.
Afin d'assurer une capacité maximale du système, les personnes des files d'attente individuelles ne sont autorisées à entrer dans le bâtiment de la gare dans la partie arrière que sous la supervision d'un employé qui compte le nombre de personnes. Toutefois, il n'y a pas d'imputation fixe de lignes. Les personnes qui veulent s'asseoir sur le côté gauche du train doivent traverser un pont à l'intérieur du bâtiment qui traverse la ligne. Les bagages des passagers peuvent être placés directement sur la grille finale dans un gyroscope rotatif qui tourne d'un tiers dans chaque sens, ce qui permet de stocker les bagages sans les rendre accessibles aux autres personnes.
Malgré sa construction rectangulaire, le bâtiment lui-même est conçu dans le style d'un vieux château. D'anciennes lanternes sont suspendues aux plafonds et le logo du train est gravé dans le plafond en bois. Les murs sont conçus comme s'ils étaient déjà fissurés et que la moisissure se répandait.
La sortie du train est pour chaque côté du train dans la partie avant du bâtiment et mène sur les escaliers et les ponts sur le début de l'ascenseur du train à un magasin où la photo de voyage prise pendant le voyage peut être acheté. Le magasin, qui se trouve finalement à nouveau à la limite du petit parvis et du début de la file d'attente, sert à l'interaction du voyage, puisque le train passe sous celui-ci dans l'Immelmann et ainsi la photo du voyage est prise.
En plus de la file d'attente pour les visiteurs normaux, il y a une file d'attente distincte pour les passagers individuels qui occuperaient des sièges individuels qui resteraient vides autrement, et une autre file d'attente pour les personnes qui peuvent utiliser le système Express Butler introduit par le parc moyennant des frais afin de réduire le temps d'attente. Celles-ci mènent directement de l'avant-cour le long d'un côté de la boutique par le début du monte-charge jusqu'à l'entrée du bâtiment de la gare. L'entrée contrôlée dans le bâtiment permet de s'assurer qu'ils sont pris en compte.
Le parc a chargé l'équipe du producteur de musique IMAscore de Paderborn de la composition et de la production de la musique de fond pour les montagnes russes. Cela a produit un matériel audio d'une durée d'environ une heure, qui peut être entendu dans l'ensemble du domaine thématique.

### Parcours
Plus haut de la position supérieure, ils sont ramenés en position normale dans une descente simultanée. Le tour est de nouveau dans le sens inverse des aiguilles d'une montre. Cet élément permet un nouveau virage à 180° pendant le trajet et le train revis. Puisque Flug der Dämonen est un parcours de montagnes russes Wing Rider, la particularité de la randonnée est que les sièges sont disposés à côté des rails, contrairement aux trains classiques. Le passager se sent donc nommé comme s'il était sur les ailes. De plus, cette disposition fait en sorte que la sensation de conduite des deux côtés du train est très différente, puisqu'il y a deux lignes cardiaques individuelles, pour ainsi dire, et que les virages et les forces qui en résultent sont perçus différemment.[pas clair]

Plan de l'attraction

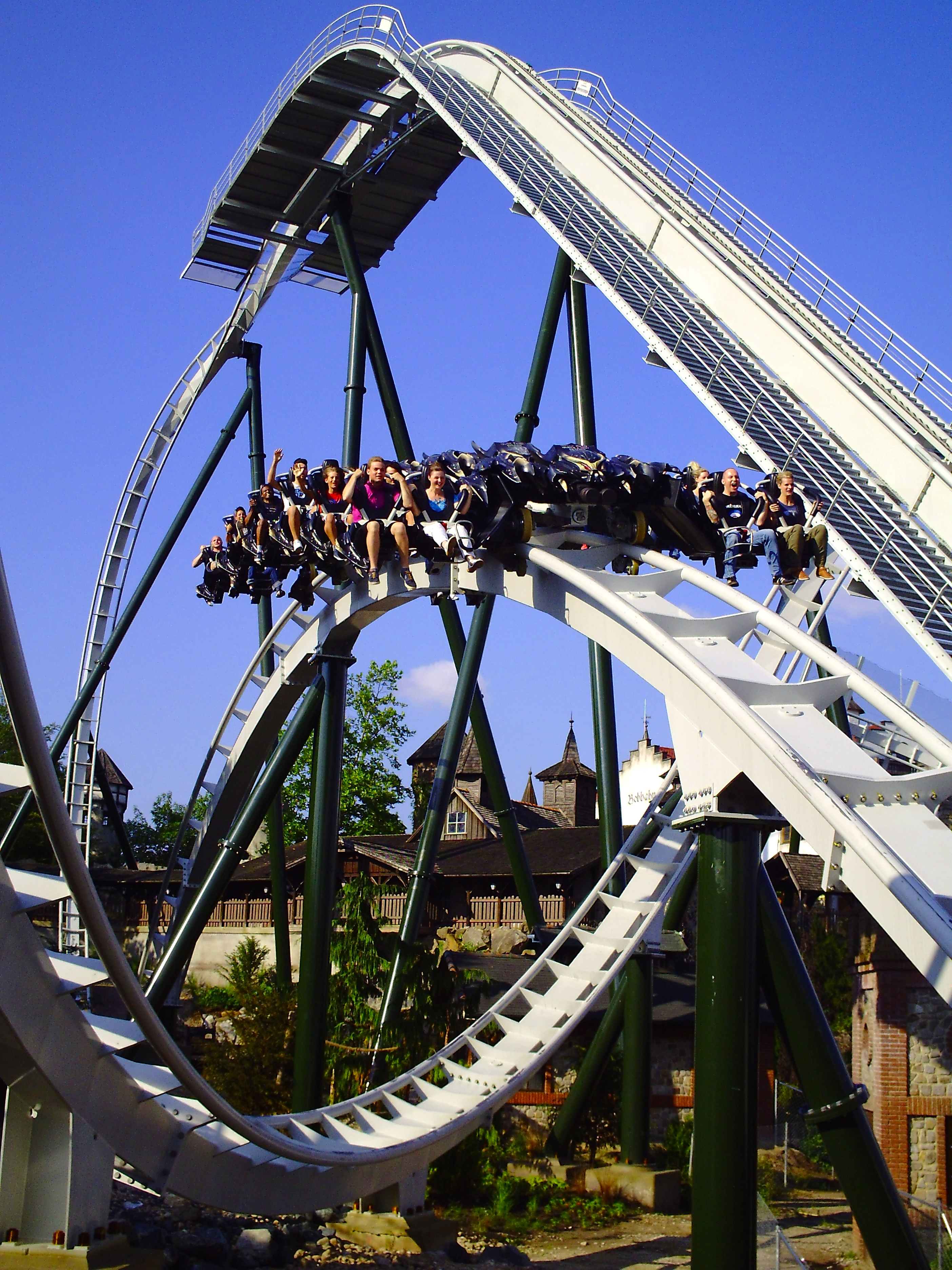
Train sur le camelback

Une fois le train chargé, il quitte la gare sous le centre de contrôle du système. Après un virage à droite, dont l'angle est légèrement inférieur à 90°, le train passe sous l'un des deux ponts pour les visiteurs qui débarquent jusqu'au pigeonnier à 45°, qui est actionné par une chaîne. Le train est ainsi hissé jusqu'à environ 40 mètres de haut, à partir d'où le train ne parcourt la distance restante que par gravité.
Une courte ligne droite suit, à laquelle s'ajoute l'élément Dive Drop typique d'un plongeon. Le train ne circule qu'à faible vitesse par le relevage à chaîne, en tournant d'abord dans le sens inverse des aiguilles d'une montre de 180° jusqu'à ce qu'il soit à l'envers. Le côté droit du train est d'abord soulevé par rapport à l'orientation de base, tandis que le côté gauche coule. Ce virage du train est suivi d'un demi-bouclage, qui forme la descente réelle et accélère le train à sa vitesse maximale de 100 km/h. Le train est ensuite soulevé par rapport à son orientation de base, tandis que le côté gauche coule.[pas clair]
Après la plongée, le train passe par une petite colline sur laquelle le passager a théoriquement l'impression d'être soulevé de son siège. La dernière section de cette colline se termine par un passage sous la boutique. De plus, un effet de quasi-accident doit être créé par l'affûtage de piquets de bois dans le sol qui dépassent dans la direction du passager. Le train passe ensuite par un Immelmann. Les passagers montent d'abord en demi-boucle, puis au point le nt d'abord dans la direction de la plongée.[pas clair] Cependant, la descente de l'Immelmann se termine par un virage à droite de 45° qui mène sous la colline. L'élément suivant est un long tire-bouchon, connu par Heide-Park sous le nom de Revolution Roll. Le train se déplace d'abord vers le haut et commence par une rotation dans le sens des aiguilles d'une montre. Au sommet de l'ascension, le train se tient à l'envers pour effectuer un virage de près de 360° dans une descente en douceur.
Un virage à gauche de 270° sur la terrasse panoramique à la sortie de la piste de bobsleigh suit, qui se termine par une descente sur la file d'attente dans la vallée de l'ancien cours de Wildwasserbahn. Après cette descente, le train entre dans un tout nouvel élément appelé Demonic Knot ressemblant à un bretzel. Le train passe d'abord par une boucle de plongée inclinée, qui est suivie directement par un Immelmann incliné. Ainsi, le train se déplace d'abord vers le haut, tourne d'un peu plus de 180° dans le sens inverse des aiguilles d'une montre et entre dans une demi-boucle vers le bas, qui est légèrement décalée vers la droite par rapport au sens de marche initial et présente donc également un caractère courbe prononcé. Le train remonte ensuite la moitié d'une boucle fortement inclinée pour ensuite revenir dans le sens des aiguilles d'une montre à sa position de départ lors d'une descente. L'élément ressemble à un bretzel vu de côté, c'est pourquoi le parc l'appelle aussi un bretzel.
La descente du nœud démoniaque se termine sous le frein final. Un long virage à gauche de 315° suit, en combinaison avec une petite colline, avant que le train n'entre dans le frein final et soit freiné par courants de Foucault. Le frein final est dirigé vers le bas de sorte que le train roule d'abord lentement vers la gare sans l'utilisation de moteurs électriques à roues à friction. Ce n'est que peu de temps avant cela que la voie est redressée. C'est également ici que se trouve le chemin de roulement mobile avec accès pour la voie d'évitement.
Un trajet dure environ trois minutes. Un maximum de 4 g est appliqué aux passagers.

## Technique

### Rails
La voie ferrée en acier de 650 tonnes mesure 772 mètres de long et le monte-charge environ 40 mètres de haut. Les rails sont blancs et les supports vert foncé.
Le type de rail utilisé sur Flug Der Dämonen est le box rail standard de Bolliger & Mabillard. Il se compose d'un solide corps rectangulaire en acier. À partir de ce corps, les tubes de guidage proprement dits sont reliés par des entretoises individuelles et légèrement décalés vers l'extérieur.
En plus de la ligne principale, il y a également une voie de garage dans un hall de maintenance externe derrière la gare, sur lequel un train peut être poussé par une plate-forme mobile dans le frein final.

### Trains
Deux trains en fibre de verre et en acier sont utilisés pendant le vol des démons. Chacun d'entre eux dispose de six voitures avec quatre sièges par rangée, dont deux à gauche et deux à droite. Un train a donc une capacité de 24 passagers et une largeur d'environ cinq mètres. La capacité est de 1 060 personnes à l'heure. Des sangles d'épaules souples sont utilisées comme système de retenue. De plus, les passagers sont retenus dans les sièges par une ceinture de sécurité. Comme les sièges sont situés sur le côté du rail, ils sont également soutenus par une poutre en porte-à-faux. Le train est homologué pour les voyageurs âgés de 10 ans et plus ayant une hauteur entre 1,40 et 1,95 mètre.
Les trains sont noirs et les appuie-têtes blancs. À l'avant, le train est orné d'une tête d'un démon. Le revêtement spécial des wagons a été conçu par Markus Genesius.

### Fonctionnalités spéciales
Selon Heide Park Resort, il s'agit des plus rapides et le plus hautes montagnes russes Wing Rider d'Europe, avec six voitures par train. Flug Der Dämonen a un nouvel élément avec le nœud démoniaque, une « boucle norvégienne » légèrement inclinée. La thématique des trains est similaire à celle des trains de The Swarm, à Thorpe Park.